# Agustina Gutiérrez Salazar

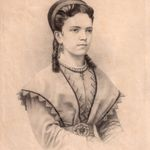
Agustina Gutiérrez

Agustina Gutiérrez Salazar (* 1851 in San Fernando; † 4. September 1886 in Santiago de Chile) war eine chilenische Malerin und Zeichnerin.
Gutiérrez war 1866 die erste Frau in Chile, die in die Academia de Pintura aufgenommen wurde. Sie studierte dort bis 1871 bei Alejandro Ciccarelli. 1869 wurde sie, gleichfalls als erste Frau in Chile, Professorin für Zeichnen. Anerkennung fanden vor allem ihre psychologisch nuancierten Porträtzeichnungen. Beim Salón 1884 in Santiago wurde sie mit einer ehrenden Erwähnung ausgezeichnet. Werke Gutiérrez' befinden sie u. a. in der Sammlung des Museo Nacional de Bellas Artes.